# TV Templo
TV Templo é uma emissora de televisão brasileira sediada em São Paulo, capital do estado homônimo. Opera pelo canal 10 (32 UHF digital), arrendado pela Rede Brasil de Televisão, e pertence à Igreja Universal do Reino de Deus, também proprietária da TV Universal, da qual retransmite parte de sua programação. Direcionada aos fiéis da denominação evangélica, foi lançada em 2 de março de 2021 substituindo a transmissão da Rede Brasil.

## História
Em março de 2021, após uma reunião entre seus diretores, foi decidido que a Rede Brasil de Televisão arrendaria sua concessão em São Paulo, o canal 10.1 (32 UHF digital), para a Igreja Universal do Reino de Deus operar uma nova emissora. A medida foi tomada para revitalizar o setor comercial da rede, que sofreu uma queda brusca em seu faturamento durante a pandemia de COVID-19, iniciada em 2020.
A TV Templo foi lançada em 2 de março exibindo o Morning Show, programa apresentado pelo pastor Walber Barboza, por Fabíola Bianco e Desiane Lima. Em seguida, o bispo Renato Cardoso entrou ao vivo diretamente dos estúdios da Rede Aleluia realizando uma pregação.